# Río Pamplonita
Le río Pamplonita est une rivière de Colombie et un affluent du río Zulia.

## Géographie
Le río Pamplonita prend sa source dans le sud du département de Norte de Santander, au niveau de la municipalité de Pamplona. Il coule ensuite vers le nord, traverse la ville de Cúcuta, avant de rejoindre le río Zulia au niveau de la municipalité de Puerto Santander.
Sur une partie de son cours, le río Pamplonita marque la frontière entre la Colombie et le Venezuela.